# Shana Maes
Shana Maes (Vorselaar, 2 februari 1995) is een Belgisch voormalig veldrijdster en huidig trainster bij Acrog-Tormans.

## Carrière
Maes woonde als kind naast Bart Wellens, die haar haar eerste fiets bezorgde. Bij de junioren won Maes tal van prestigieuze crossen, waaronder de Internationale Sluitingsprijs en de Azencross in 2010, en de Zilvermeercross in 2011. Ze zou bij de junioren uiteindelijk 21 overwinningen behalen, en daarnaast bij de nieuwelingen twee. Ze werd bovendien in 2012 tweede op het provinciaal kampioenschap van Antwerpen bij de junioren.
In de loop van 2013 maakte ze de overstap naar de beloften, die samenreden met de elite. Ze behaalde uiteindelijk 29 overwinningen bij de profs, weliswaar grotendeels in B-crossen. In 2016 werd Maes geselecteerd voor het WK veldrijden voor beloften, samen met Joyce Heyns, Femke Van den Driessche en Laura Verdonschot, waar ze dertigste werd, twee plekken na Ceylin del Carmen Alvarado. Dat jaar werd ze ook al tweede op het BK in die categorie. In 2017 werd ze derde op het beloften-BK. Verder behaalde ze ook tal van top tien-plaatsen in grote crossen, zoals een zevende plaats in de Kasteelcross van 2016 en 2018 en een zevende plaats in de Zilvermeercross van 2014.
In 2021 werd Maes provinciaal kampioen van Antwerpen bij de elite, voor Loes Sels en Sterre Vervloet. Dat seizoen schreef ze ook het regelmatigheidscriterium Oxyclean CX Challenge op haar naam, waardoor ze eveneens Vlaams kampioen werd. In 2022 ging ze voltijds werken en bij de seizoensstart van 2022 bleek dat ze het fysiek best zware werk niet meer met het veldrijden kon combineren. Eind 2022 kondigde Maes aan te stoppen als veldrijdster, vanaf dan verzorgt ze samen met Geert Wellens trainingen bij de jongerenploeg Acrog-Tormans.
Naast veldrijdster was ze ook deeltijds huishoudhulp. Ze leidt aan het hypermobiliteitssyndroom en glutenintolerantie.

## Ploegen
- 2013 -  Kriekel CT
- 2014 -  AA Drink-B.R.I.S.
- 2015 -  AA Drink-Kalas
- 2016 -  AA Drink-Kalas
- 2017 -  Donen-Vondelmolen
- 2018 -  Vondelmolen CT
- 2019 -  Vondelmolen CT
- 2020 -  Tormans CT
- 2021 -  Tormans-Circus
- 2022 -  Tormans CT